# Heliotropium brevifolium
Heliotropium brevifolium är en strävbladig växtart som beskrevs av Nathaniel Wallich. Heliotropium brevifolium ingår i Heliotropsläktet som ingår i familjen strävbladiga växter. Inga underarter finns listade i Catalogue of Life.